# Wanlockhead
Wanlockhead ist Schottlands am höchsten gelegene Ortschaft. Sie gehört zu Dumfries and Galloway und liegt auf 471 m über dem Meeresspiegel.
Die ersten Siedlungsansätze gehen auf 1680, als James Scott, 1. Herzog von Monmouth eine erste Bleihütte und Arbeiterunterkünfte errichten ließ. Bereits vorher hatten die Römer hier Blei abgebaut. Ab dem 13. Jahrhundert wurde während des Sommers ebenfalls Blei sowie in geringerem Umfang auch Zink, Kupfer, Silber und Gold abgebaut.
Der Bergbau wurde bis Mitte des 20. Jahrhunderts betrieben. Zum Teil wurden auch Goldvorkommen gefunden, die von außergewöhnlicher Reinheit (22,8 Karat) waren – deshalb sind auch heute noch Goldwäscher vorzufinden, die allerdings eher von Abenteuerlust denn von ernsthaften Goldschürfungsinteressen motiviert sind. Im Ort gibt es das „Lead-Mining Museum“, in dem der Arbeitsalltag der Minenarbeiter über Jahrhunderte dargestellt ist. Mit einem ortsansässigen Minenführer lässt sich sogar die Lochnell Mine betreten, die 1710 bis 1860 in Betrieb war. Auch hier lässt sich ein Eindruck im präparierten Stollen über die damaligen Arbeitsverhältnisse gewinnen: Er ist Teil des Lead-Mining Museums.

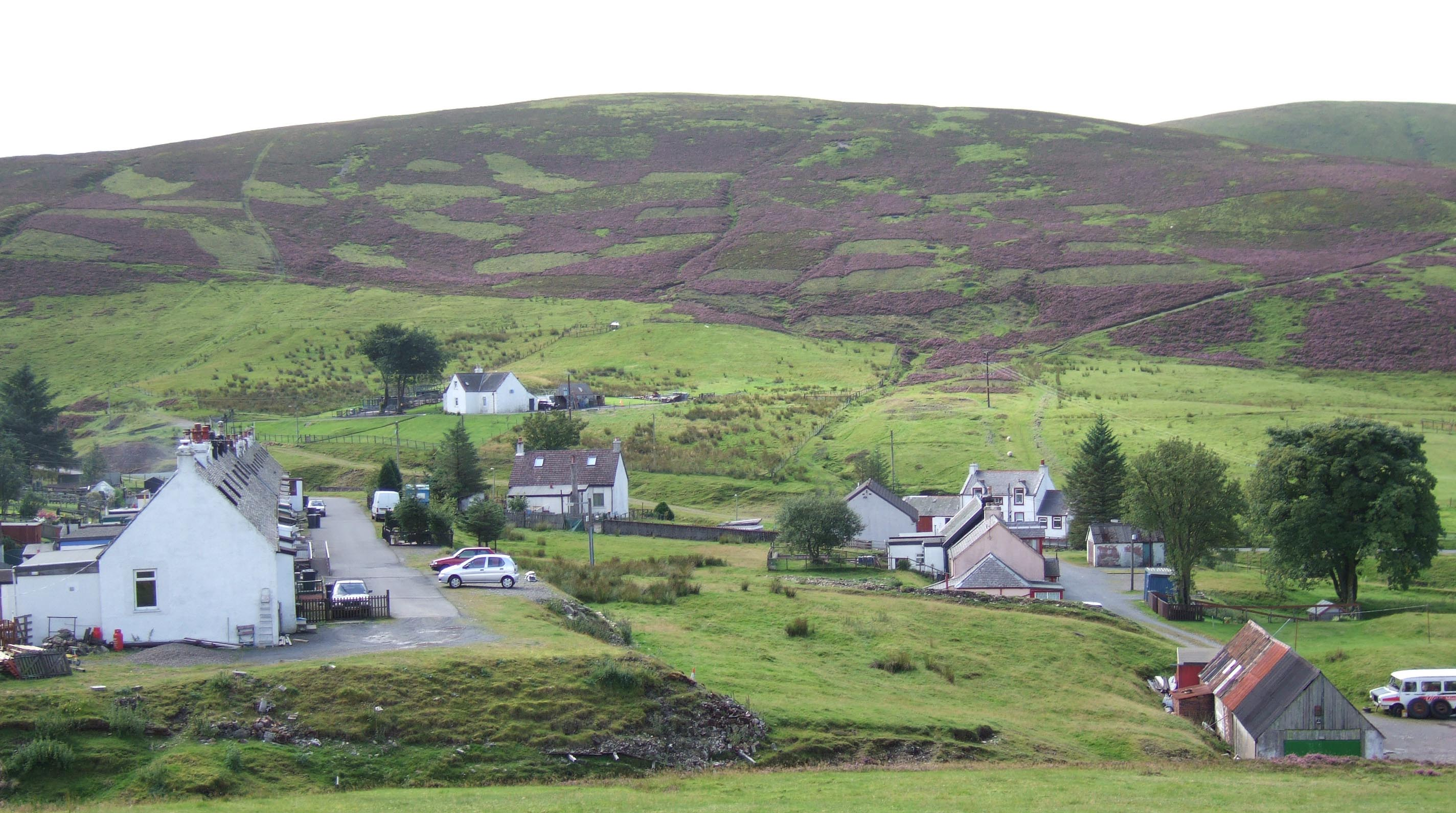
Blick über Wanlockhead
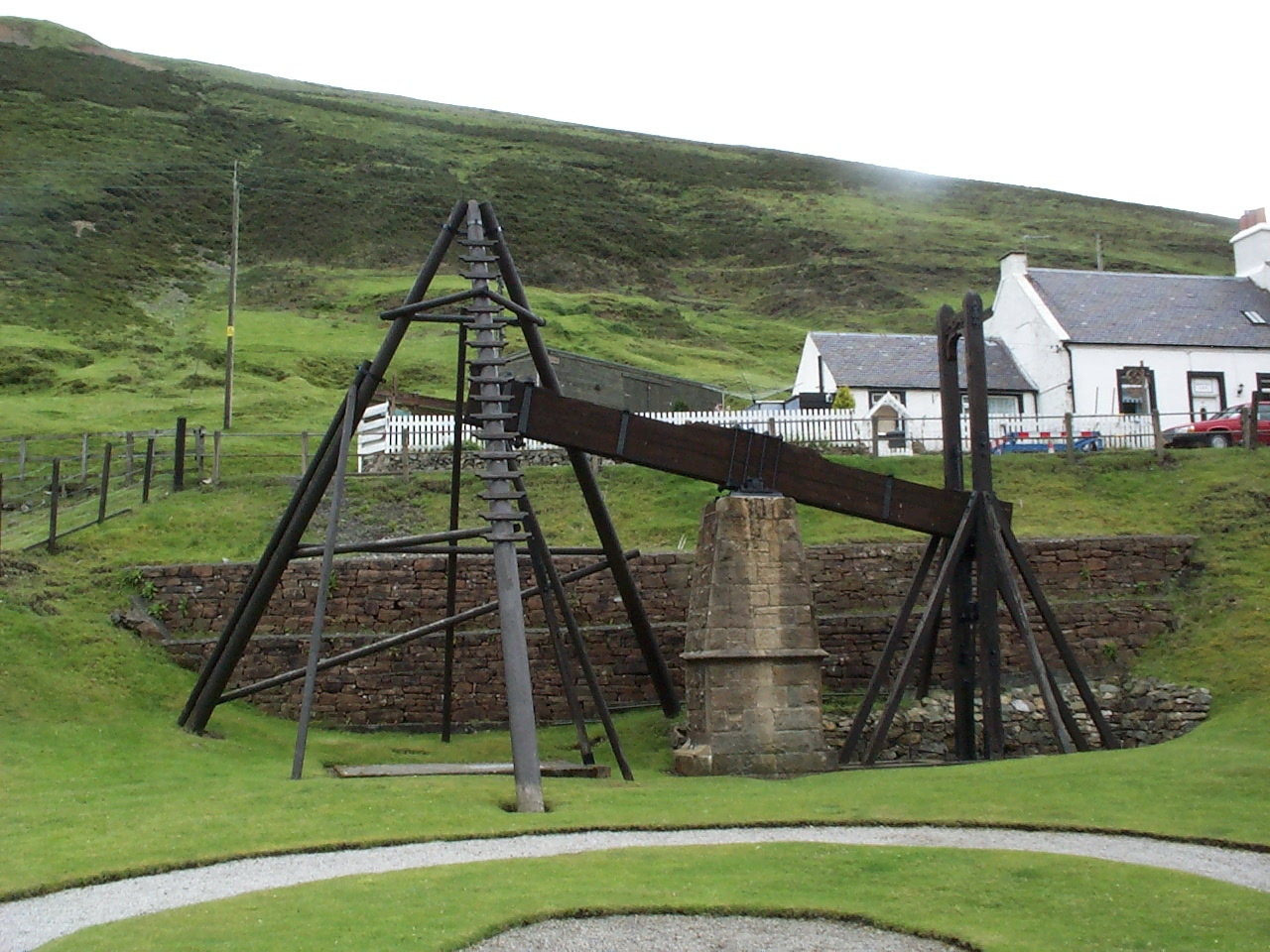
Wasserförderstation